# Sport Lisboa e Benfica 2019-2020
Questa voce raccoglie le informazioni riguardanti il  Sport Lisboa e Benfica  nelle competizioni ufficiali della stagione 2019-2020.

## Stagione
La stagione comincia con la brillante vittoria nella Supercoppa (5-0 sullo Sporting Lisbona).
Il Benfica viene sorteggiato nel gruppo G di Champions League insieme a RB Lipsia, Olympique Lione e Zenit San Pietroburgo. Conclude al terzo posto e accede ai sedicesimi di finale di Europa League, dove viene eliminato dallo Šachtar.

## Maglie e sponsor
Per l'attuale stagione Fly Emirates rimane lo sponsor ufficiale del Benfica e Adidas continua ad essere fornitore e sponsor tecnico della compagine.
| Casa | Trasferta |

## Rosa
Rosa e numerazione aggiornate al 2 febbraio 2020.
| N. |                       | Ruolo | Calciatore         |
| -- | --------------------- | ----- | ------------------ |
| 1  | Belgio (bandiera)     | P     | Mile Svilar        |
| 2  | Argentina (bandiera)  | D     | Germán Conti       |
| 3  | Spagna (bandiera)     | D     | Alejandro Grimaldo |
| 6  | Portogallo (bandiera) | D     | Rúben Dias         |
| 8  | Brasile (bandiera)    | C     | Gabriel Appelt     |
| 11 | Argentina (bandiera)  | C     | Franco Cervi       |
| 14 | Svizzera (bandiera)   | A     | Haris Seferović    |
| 17 | Serbia (bandiera)     | C     | Andrija Živković   |
| 19 | Portogallo (bandiera) | C     | Chiquinho          |
| 20 | Portogallo (bandiera) | A     | Dyego Sousa        |
| 21 | Portogallo (bandiera) | C     | Pizzi              |
| 22 | Grecia (bandiera)     | C     | Andreas Samarīs    |
| 23 | Nigeria (bandiera)    | D     | Tyronne Ebuehi     |
| 27 | Portogallo (bandiera) | C     | Rafa Silva         |

| N. |                       | Ruolo | Calciatore           |
| -- | --------------------- | ----- | -------------------- |
| 28 | Germania (bandiera)   | C     | Julian Weigl         |
| 33 | Brasile (bandiera)    | D     | Jardel (capitano)    |
| 34 | Portogallo (bandiera) | D     | André Almeida        |
| 49 | Marocco (bandiera)    | C     | Adel Taarabt         |
| 61 | Portogallo (bandiera) | C     | Florentino Luís      |
| 71 | Portogallo (bandiera) | D     | Nuno Tavares         |
| 72 | Russia (bandiera)     | P     | Ivan Zlobin          |
| 73 | Portogallo (bandiera) | A     | Jota                 |
| 84 | Portogallo (bandiera) | D     | Tomás Tavares        |
| 88 | Portogallo (bandiera) | A     | Gonçalo Ramos        |
| 92 | Portogallo (bandiera) | C     | David Tavares        |
| 95 | Brasile (bandiera)    | A     | Carlos Vinícius      |
| 97 | Portogallo (bandiera) | D     | Ferro                |
| 99 | Grecia (bandiera)     | P     | Odisseas Vlachodimos |